# La usurpadora
La usurpadora (no Brasil: A Usurpadora) é uma telenovela mexicana produzida por Salvador Mejía e dirigida por Beatriz Sheridan para a Televisa e exibida pelo Canal de las Estrellas de 9 de fevereiro a 24 de julho de 1998. Foi exibida originalmente em 120 capítulos, tendo os primeiros 35 duração de meia hora e os demais, uma hora. Para a exibição internacional, no entanto, todos os capítulos passaram a ter uma hora de duração, sendo reduzidos a 102 no total. Substituiu María Isabel e foi substituída por El privilegio de amar. Foi escrita por Carlos Romero, sendo um remake da original venezuelana, exibida pela RCTV em 1971.
Esta é a segunda adaptação da Televisa da obra de Inés Rodena, que em 1981 levou ao ar El hogar que yo robé. Apesar das semelhanças com a novela brasileira Cara & Coroa, nenhuma das duas é original, tendo elementos de The Scapegoat.
Gabriela Spanic protagoniza ao lado de Fernando Colunga e ao mesmo tempo antagoniza junto com Chantal Andere, Juan Pablo Gamboa, Mario Cimarro, Silvia Caos e Dominika Paleta, com participação especial de Libertad Lamarque, Magda Guzmán e Silvia Derbez.

## Produção
As localidades retratadas na trama foram a Cidade do México (onde a trama se centrou, e onde a maior parte dela foi gravada), Cancún, Cuernavaca, Monterrey, Acapulco, Mônaco, Paris e o Havaí.
A primeira atriz cogitada para o papel das gêmeas foi Thalía, que não aceitou, pois tinha de divulgar seu álbum mais vendido, o «Amor a la Mexicana». Vários outros nomes foram cotados, até que o autor Carlos Romero sugeriu a então desconhecida Gabriela Spanic, que havia participado do Miss Venezuela em 1992.
Gabriela Spanic tem, na vida real, uma irmã gêmea: Daniela Spanic, que é modelo. Nos primeiros capítulos, quando as gêmeas Paulina e Paola apresentaram-se juntas em uma cena, Daniela Spanic trabalhou como dublê com Gabriela. Quando Daniela Spanic foi Paola, Gabriela Spanic foi Paulina e vice-versa. Eventualmente, Gabriela fez ambos os papéis usando truques gráficos durante o resto da telenovela. A Usurpadora não é a primeira novela em que Gabriela Spanic interpreta gêmeas e tendo sua irmã Daniela como dublê: elas já haviam trabalhado assim em Como tú, ninguna, telenovela da Venevisión em 1994. Em 2001, elas voltariam a retratar irmâs gêmeas em La intrusa, novamente produzida pela Televisa.
Gabriela Spanic atuou ao lado de Miguel de León, que era seu marido na época. O casal se conheceu nas gravações de Como tú, ninguna.
Como afirmou Gabriela Spanic, eles gravavam cerca de 15 cenas por dia e a equipe trabalhava cerca de 14 horas por dia. Ainda de acordo com a atriz, a produção da novela durou dez meses.
No capítulo 86 (1 minuto e 17 segundos), enquanto Leandro e Abigail estão conversando numa festa de casamento, ocorreu um erro atrás de Abigail: no vídeo, o câmera pôde ser visto filmando Leandro.
A novela foi lançada em DVD pela Televisa, com mais de 6 horas de resumo, em 3 DVDs (1 dupla face e 1 face única).

## Prolongamento
La usurpadora ganhou uma continuação com o especial Más Allá de La Usurpadora, que se passa 1 ano após os eventos da primeira trama. Foi produzida também por Salvador Mejía Alejandre e dirigida por Beatriz Sheridan.O elenco principal da primeira trama foi mantido Gabriela Spanic volta como Paulina, assim como Fernando Colunga como Carlos Daniel. A nova antagonista é a personagem Raquel, interpretada por Yadhira Carrillo. Foi exibida em quatro ocasiões no Brasil: em 1999, na primeira reprise de 2000, na quinta reprise de 2013 e na sexta reprise de 2015. A continuação é apresentada pelo SBT após o fim regular da telenovela, recebendo o nome de Além da Usurpadora, em 3 capítulos.

## Enredo
Duas mulheres idênticas na aparência e distintas em sentimentos e personalidade se encontraram por casualidade e participam de um terrível plano. Paula Martins, uma mulher pobre e humilde, tem duas filhas gêmeas, Paola e Paulina, porém devido à situação lastimável de miséria em que vive, ela abandona Paola, que no futuro é adotada pela família rica Montaner. Já Paulina cresceu em extrema pobreza ao lado da mãe, enfrentando grandes dificuldades na vida, porém sem perder o bom caráter e a generosidade. 
Com o passar dos anos, Paulina cresceu e reveza seu tempo trabalhando como camareira e cuidando da mãe, que está prestes a morrer devido a uma doença grave. Enquanto isso, Paola cresceu cercada de luxo, priorizando a riqueza acima de tudo e todos, se tornando uma mulher ambiciosa, dissimulada, fria e calculista. Paola é casada com Carlos Daniel Bracho, um empresário muito rico. Tendo casado apaixonado, com o tempo ela se torna infiel, sendo um milionário quase falido que está em seu segundo casamento e possui dois filhos: a esperta e encantadora Lizete e o rebelde e problemático Carlinhos. Carlos Daniel é paquerado por sua ambiciosa prima distante Leda Durán, que pretende ser a sua esposa quando ele se divorciar, mas, por ser casado, ele não corresponde às investidas da moça. Ardilosa, Paola também mantém um caso extraconjugal com o cunhado, o inescrupuloso Willy, casado com a atormentada e fanática Estephanie Bracho, uma mulher amargurada e ressentida com a vida que veste-se de forma horrível. Paola também desperta o vício em álcool da sua sogra, Vovó Piedade Bracho, e trata mal os seus enteados.
O destino, no entanto, coloca as duas irmãs frente a frente novamente e Paulina tem sua vida totalmente modificada por Paola.
Paola, frustrada e cansada de viver com sua família da qual detesta a todos, resolve viajar para se divertir com um de seus amantes, Luciano Alcântara, e nessa viagem encontra Paulina em um toalete de senhoras. Ela vê na jovem uma oportunidade perfeita de se ver livre de sua família, então planeja uma usurpação - ela propõe a Paulina que se passe por ela durante um ano na mansão da família Bracho. Para obrigar a moça a aceitar o seu diabólico plano, arma-lhe uma armadilha chantagista, acusando-a de lhe ter roubado uma joia sua e se Paulina não aceitar se passar por ela, a colocará atrás das grades definitivamente.
Sem alternativa e abandonada pelo então namorado Osvaldo, com a mãe já sem vida e com medo de ir para a prisão, Paulina aceita se passar por Paola Bracho e durante a sua estadia na mansão da família Bracho, ela aprende a ser como Paola, se tornando uma mulher fina e elegante. Sem ser reconhecida por sua aparência completamente idêntica, ela se vê entre uma família desestruturada e percebe que há pessoas que precisam de sua ajuda. Ela então começa a mudar a vida da família, consertando os malfeitos de Paola e contribui positivamente no destino de todos que lhe cruzam o caminho, mas não sem antes sofrer e pagar caro por todos os erros cometidos por Paola no passado.
Quando Paulina finalmente encontra sua felicidade ao lado de Carlos Daniel e de sua família, Paola volta disposta a lutar pelo seu antigo lugar. Usando de uma suposta invalidez, promete infernizar os Bracho novamente e com isso uma pequena guerra entre eles se inicia. Com a ajuda de Leda e Willy, ela jura destruir os Bracho e sua irmã gêmea Paulina, a qual hipocritamente chama de "a usurpadora", e para isso tentará de tudo, provocando a prisão da irmã e acusando-a no julgamento, fazendo Paulina se afastar da casa dos Bracho e permitindo que Paola volte para a mansão para perturbar toda a família. Paola pede um milhão de dólares para ir embora e divorciar-se, pois Carlos Daniel já está ciente das infidelidades da esposa. Além disso, ela planeja, aliada a Willy, incendiar a fábrica Bracho e acabar de vez com a fortuna da família. Contudo, nem tudo sai como Paola planeja: depois de ser desmascarada pela sua enfermeira Elvira, ela sofre um terrível acidente e fica entre a vida e a morte. Só então ela se dá conta de tudo que fez, e pede perdão a Paulina. Paulina, com seu bom coração de irmã, a perdoa do fundo de seu coração, os Bracho esquecem todo o mal que ela os infringiu e a perdoam, só então Paola morre.
Leda viaja para a Europa, Estephanie fica louca e Willy é preso. Após se ver livre da cadeia através da ação de seu advogado, Paulina primeiramente hesita, e quase se casa com Edmundo Serrano, mas finalmente ela e Carlos Daniel se casam, trazendo a tão sonhada paz a família Bracho.

## Elenco
| Ator/atriz         | Personagem                    |
| ------------------ | ----------------------------- |
| Gabriela Spanic    | Paulina Martins Hernandes     |
| Gabriela Spanic    | Paola Montaner Bracho         |
| Fernando Colunga   | Carlos Daniel Bracho          |
| Libertad Lamarque  | Piedade Bracho (Vovó Piedade) |
| Chantal Andere     | Esthefanie Bracho de Monteiro |
| Juan Pablo Gamboa  | William Monteiro (Willy)      |
| Dominika Paleta    | Leda Durán Bracho             |
| Marcelo Buquet     | Rodrigo Bracho                |
| Magda Guzmán       | Adelina Cintra                |
| Paty Díaz          | Lalinha                       |
| Jessica Jurado     | Patricia Bracho               |
| Ninón Sevilla      | Cacilda                       |
| Sergio Guerrero    | Carlinhos Bracho              |
| María Solares      | Lizete Bracho                 |
| Jaime Garza        | Delegado Merino               |
| Andrea García      | Celia Alonzo                  |
| María Luisa Alcalá | Filomena Tamoyo               |
| Rafael Amador      | Dr. Galícia                   |
| Adriana Nieto      | Beatriz                       |
| Héctor Parra       | Dr. João Manuel Montesinos    |
| Sara Montes        | Enfermeira Eloísa             |
| Renata Flores      | Estela                        |
| Alejandro Ruiz     | Leandro Gomez                 |
| Anastasia Acosta   | Viviana Carrillo Gomez        |
| Adriana Fonseca    | Verônica Soriano              |
| Mario Cimarro      | Luciano Alcântara             |
| Miguel de León     | Douglas Maldonado             |
| Tito Guízar        | Seu Chico                     |
| Jesús Lara         | Felipe                        |
| Eduardo Rivera     | Larry                         |
| Arturo Peniche     | Edmundo Serrano               |
| Antonio de Carlo   | Osvaldo Resendiz              |
| Azela Robinson     | Enfermeira Elvira             |
| Mario Carballido   | Amador                        |
| Silvia Caos        | Antônia Rocha                 |
| Meche Barba        | Abigail Rosales               |
| René Muñoz         | Luis Felipe Benitez (Moacir)  |
| Silvia Derbez      | Isabel Rocha                  |
| Enrique Lizalde    | Alexandre Farina              |
| Irán Eory          | Lourdes                       |
| Miguel Córcega     | Bráulio                       |

## Lançamento e repercussão

### Audiência
No México, sua audiência foi de 33.3.
Em sua primeira transmissão brasileira no SBT, A Usurpadora foi um sucesso imediato, alcançando no Brasil um índice semanal de audiência entre 19, 20 e 21 pontos, segundo o Ibope. Cada ponto na época equivale a cerca de 80 mil telespectadores na Grande São Paulo. É um ótimo índice, principalmente quando se comparada com as audiências da época de Força de um Desejo, que tinha de 20 e 23 pontos. e de Suave Veneno, a novela mais vista da TV brasileira na ocasião, que atinge médias entre 35 e 38 pontos. Seu último capítulo exibido em 9 de novembro de 1999, teve picos de 30 pontos, com média de 27, para o SBT segundo o Ibope.
Nas demais exibições, A Usurpadora conquistou também bons índices ao SBT, como aconteceu no capítulo exibido em 28 de fevereiro de 2005 da segunda reprise, a produção mexicana teve 13 pontos contra 20 de Laços de Família em Vale a Pena Ver de Novo sendo que, durante 55 minutos, a novela global venceu A Usurpadora por apenas quatro pontos (19 a 15). A trama foi subindo e em 7 de março de 2005, no horário das 14h53 às 15h44 concorrendo com Laços de Família, Rede Globo e SBT tiveram contagem média de 14 pontos no Ibope, sendo que o SBT chegou a apresentar um pico de 15 pontos. Cada ponto equivale a 49,5 mil domicílios. Mesmo com uma reprise de sucesso não conseguiu ganhar em nenhum momento de Laços de Família, ao contrário da reprise de Deus Nos Acuda que deixou o horário em baixa e foi encurtada.
A estreia da quarta reprise em dezembro de 2012 a maio de 2013 alcançou em seus dois primeiros dias de retorno, média de 5 pontos no Ibope, sendo que no terceiro capítulo, A Usurpadora chegou à média de 6 pontos, o dobro da Rede Record, terceira colocada com seu Programa da Tarde. No mesmo horário, a Globo liderou com doze pontos de média. A sua audiência aumentou para média de 9 pontos de Ibope no capítulo exibido em 10 de abril de 2013, agora cada ponto correspondendo a 62 mil domicílios na Grande São Paulo. No mesma faixa de horário, a Globo teve média de 11 pontos com a Liga dos Campeões entre Barcelona e Paris Saint-Germain. Em 2 de maio a trama registrou média de 8,3 pontos. No mesmo horário, com a Sessão da Tarde, a Globo teve 8,9 pontos, Record ficou com 4,9 pontos de média e a Band, com 3,5. A Usurpadora também esteve entre os principais assuntos do Twitter durante esta reprise no SBT, a Hashtag: #GabySpanicNossaEternaUsurpadora ficou em 1.º lugar no Twitter, no período da última parte do Além da Usurpadora exibida no dia 10 de maio de 2013. Segundo medição do Ibope na Grande São Paulo, de 29 de abril a 5 de maio de 2013, A Usurpadora foi um dos cinco produtos mais vistos pelo público do SBT.
Em sua quinta reprise de 2015, o primeiro capítulo ficou em segundo lugar com 6,7 pontos consolidados de média de Ibope, sendo assim uma excelente audiência para o SBT na faixa das 16h56 às 17h35. Cada ponto equivale a 67 mil domicílios na Grande São Paulo. No mesmo horário, a Rede Record, terceira colocada, obteve 4,3 pontos. A Rede Globo, que exibia O Rei do Gado, ficou na liderança com 21 pontos.
Em sua sexta reprise, menos de 1 ano depois, a estreia marcou 4 pontos. Em 14 de novembro marcou 6 pontos. Em 5 de janeiro de 2017 marcou 7 pontos. Seu último capítulo bateu recorde e registrou 8 pontos.
Em sua sétima reprise de 2025, seu retorno no SBT depois de 8 anos, sua estreia marcou 2,7 pontos de média. Seu terceiro capítulo marcou 2,8 pontos. Em 24 de março, marcou 2,9 pontos. No dia seguinte (25) marcou 3 pontos. Em 26 de março marcou 3,3 pontos. Em 1 de abril marcou 3,6 pontos. Em 21 de abril bateu seu sexto recorde de 4,2 pontos.
Graças ao sucesso que a trama teve no Brasil, a sua protagonista, Gabriela Spanic e seu marido Miguel de León, vieram ao país em 1999 e participaram dos programas do SBT Em Nome do Amor, De Frente com Gabi, Hebe, Programa do Ratinho, Programa Livre, Domingo Legal e Gabriela Spanic fez comerciais do Baú da Felicidade e chamadas da trama sucessora, O Privilégio de Amar. Em 2013 durante a quarta reprise, ela novamente visitou o país e participou do Domingo Legal e foi até mesmo entrevistada por programas da concorrência, casos de Agora É Tarde e Pânico na Band.
Ela registrou o maior índice de audiência na estreia de uma telenovela nos Estados Unidos. Em 4 de janeiro de 1999, quando foi ao ar o primeiro capítulo pela Univisión, que só exibe programas em espanhol, ficou à frente das redes CBS e NBC na Grande Los Angeles. Em Los Angeles, por exemplo, o primeiro capítulo foi acompanhado em 51 mil domicílios, superando a audiência de programas consagrados, como a comédia Everybody Loves Raymond, da CBS. Também tirou de Acapulco, cuerpo y alma, exibida em 1995, o título de novela mais vista da emissora.

### Avaliação em retrospecto
Especialistas em novelas afirmaram que La usurpadora é um autêntico resgate dos folhetins franceses do século XIX, das radionovelas cubanas e das fotonovelas brasileiras. O novelão, como é conhecido na América Latina, tornou-se tema de estudos acadêmicos. O mestre em novelas pela USP, Mauro Alencar, é um de seus defensores: "Adoro A Usurpadora. A protagonista, Gabriela Spanic, é lindíssima. Vi em vários países o poder de atração dessa novela", diz. Ele descreve que é no cenário "paradisíaco" de Cancún, "o mais belo balneário mexicano", que se passa o folhetim melodramático, as mazelas da sociedade dividida entre ricos e pobres: "As pessoas têm de entrar nesse jogo de teleficção, onde a trama se torna verossímil. Acredito que falta um pouco de edição de imagens à A Usurpadora, além de uma melhor trilha sonora e um bom stock-shot (recurso de imagens gravadas)", afirmou Alencar, para quem a teledramaturgia permite a integração latino-americana, a ponto de se converter em tema de sua futura tese de doutorado.
Silvia Oroz, professora de comunicação da UFRJ e da UNB, que também era assessora de dramaturgia da Televisa afirmou que: "A Televisa vem investindo muito em teledramaturgia para recuperar sua audiência, ameaçada com o surgimento, em 93, da rival TV Azteca", Oroz argumenta que a TV Azteca é mais comercial. "Ela já foi fundada com a missão de modernizar as produções mexicanas, não só de novelas, muitas delas exportadas para os EUA". A professora conta que, na novela Mirada de mujer (Olhar de Mulher), da TV Azteca, a protagonista é uma mulher na menopausa, que se apaixona por um homem mais jovem. A melhor amiga dela é uma mulher liberal que se relaciona com vários homens e acaba contraindo o vírus HIV: "Esses temas são de vanguarda, diferentes de A Usurpadora, com a clássica troca de identidade das gêmeas Paola e Paulina, interpretadas pela atriz venezuelana Gabriela Spanic, e da mãe abnegada, desempenhada pela atriz e ex-cantora Libertad Lamarque (vovó Piedade)". Para Oroz, A Usurpadora é uma novela absolutamente tradicional, em termos de teledramaturgia e de contexto mexicanos". "A emoção, característica fundamental das narrativas populares e da teledramaturgia, está presente em A Usurpadora, um novelão exemplar, do qual gosto muito", disse Oroz afirmando que a Televisa tem uma linha de montagem nesse segmento de telenovelas: "Enquanto a TV Globo grava três novelas ao mesmo tempo, a Televisa roda seis". Cada capítulo da Globo custa entre R$ 80 mil e R$ 120 mil. Já na Televisa, esses valores caem para R$ 30 mil.
Por outro lado, Mariana Zylberkan da revista Veja citou A Usurpadora como uma trama trash e que inclui o melodrama caricato, o visual exagerado dos personagens e a dublagem malfeita.
Na primeira exibição do SBT, A Usurpadora era exibida logo após Chiquititas, o que fez com que uma parte significativa do público de A Usurpadora fosse formada por crianças. Algumas bem pequenas. Segundo pesquisa do Ibope, 29% dos telespectadores da novela mexicana estavam na faixa entre 2 e 9 anos. Para efeito de comparação, é quase a mesma porcentagem de Chiquititas (36%). De acordo com a terapeuta de família e professora universitária Lídia Aratangy, A Usurpadora tem vários elementos de um conto infantil. Primeiro, há um ritmo de história em quadrinhos: "Os cortes são muito rápidos, não há encheção de linguiça como nas novelas da Globo", avalia Lídia. Além disso, os personagens bons e maus são bem marcados. Segundo a psicóloga, os traços de caráter são enfatizados até pela maquiagem, como numa peça de teatro infantil: "As boazinhas têm traços leves, e as más usam uma pintura pesada. Se tirar o áudio, dá para saber quem é o vilão", analisa.

## Exibição

### No México
Em seu país de origem, o primeiro capítulo de La usurpadora foi exibido no dia 9 de fevereiro de 1998, substituindo María Isabel na faixa das 21h pelo El Canal de las Estrellas com capítulos de 30 minutos. Durante sete semanas, dividiu o horário com as últimas semanas da telenovela Huracán, e por isso apresentou capítulos de 30 minutos. A partir de 30 de março de 1998, após o fim de Huracán passou a oferecer capítulos de uma hora, que somaram no total 120 capítulos, mais 1 capítulo duplo depois do final intitulado Más allá de La usurpadora que durou 2 horas, terminando com 122 capítulos e sendo sucedida no México por El privilegio de amar.
Foi reprisada pelo seu canal original entre 11 de setembro de 2006 a 10 de janeiro de 2007 substituindo Vivo por Elena e sendo substituída por El privilegio de amar e pela segunda vez entre 10 de julho a 4 de outubro de 2024, substituindo Esmeralda e sendo substituída por Hasta que el dinero nos separe ás 14h30.
Foi reprisada pelo TLNovelas de 7 de outubro a 13 de dezembro de 2019, substituindo Laberintos de pasión e sendo substituída por Cuento de Navidad. Voltou a ser reprisada pelo canal entre 26 de junho e 1 de setembro de 2023, substituindo La dueña e sendo substituída por Destilando amor.

### No Brasil
No Brasil, foi exibida pela primeira vez de 22 de junho a 9 de novembro de 1999, em 120 capítulos, substituindo a telenovela brasileira Pérola Negra, e sendo substituída pela telenovela mexicana inédita O Privilégio de Amar. Um sucesso imediato que, devido a isto, foi reprisada diversas vezes pelo SBT.
Dublagem
Parte do sucesso se deveu à dublagem, realizada pelo estúdio Herbert Richers.
| Dublador          | Personagem                                 |
| ----------------- | ------------------------------------------ |
| Sheila Dorfman    | Paulina Martins / Paola Montaner de Bracho |
| Ricardo Schnetzer | Carlos Daniel Bracho                       |
| Selma Lopes       | Piedade Bracho Viúva de Bracho             |
| Lina Rossana      | Leda Durán Bracho                          |
| Miriam Ficher     | Estephanie Bracho de Monteiro              |
| Felipe Grinnan    | William "Willy" Monteiro                   |
| Eduardo Dascar    | Rodrigo Bracho                             |
| Mabel Cezar       | Patrícia de Bracho                         |
| Mariangela Cantú  | Adelina Cintra                             |
| Silvia Goiabeira  | Lalinha                                    |
| Duda Ribeiro      | Luciano Alcântara                          |
| Mário Cardoso     | Douglas Maldonado                          |

Reprises
Foi reprisada pela primeira vez pelo SBT entre 3 de julho, quase oito meses depois da sua primeira exibição, a 4 de dezembro de 2000 na sessão Tarde de Amor, em 101 capítulos, substituindo Passa ou Repassa e sendo substituída por Coração Selvagem.
Foi reprisada pela segunda vez pelo SBT entre 3 de janeiro a 20 de maio de 2005, em 100 capítulos, substituindo Maria do Bairro e sendo substituída por A Madrasta.
Foi reprisada pela terceira vez pelo SBT entre 25 de junho a 13 de novembro de 2007, em 102 capítulos, substituindo Mundo de Feras e sendo substituída por Maria do Bairro.
Foi exibida pela primeira vez pelo canal pago TLN Network entre 30 de janeiro a 19 de junho de 2012 substituindo Esmeralda e sendo substituída por Rosalinda.
Foi reprisada pela quarta vez pelo SBT entre 10 de dezembro de 2012 a 07 de maio de 2013, em 107 capítulos, substituindo María Mercedes e sendo substituída por Rubi.
Foi exibida pela segunda vez pelo canal pago TLN Network entre 9 de fevereiro a 30 de junho de 2015 substituindo A feia mais bela e sendo substituída por Paixão e Poder. 
Foi reprisada pela quinta vez pelo SBT entre 30 de março a 26 de agosto de 2015 em 108 capítulos, substituindo A Feia Mais Bela e sendo substituída pela novela mexicana inédita A Dona.
Foi reprisada pela sexta vez pelo SBT entre 7 de novembro de 2016 a 16 de janeiro de 2017, em apenas 51 capítulos, sendo substituída mais uma vez por Rubi.
Foi exibida pelo canal por assinatura Viva, que pertence ao Grupo Globo, entre 27 de junho a 15 de novembro de 2022, em 102 capítulos, substituindo Marimar e sendo substituída por Maria do Bairro, às 20h30, com reapresentação às 3h20 e 11h45 e maratona aos sábados às 7h30, sendo a primeira vez em que é exibida fora do SBT.
Em algumas exibições do SBT, a canção de abertura era "Sonho Lindo" de Paulo Ricardo. Posteriormente sendo retomada o tema original "La Usurpadora" da banda Pandora.
Foi reprisada pela sétima vez pelo SBT de 17 de março a 25 de julho de 2025, em 95 capítulos, substituindo a inédita Meu Caminho é Te Amar e sendo substituída novamente por Maria do Bairro. Com essa reprise, a novela se iguala a Maria do Bairro como as novelas mais reprisadas na TV aberta brasileira, com ambas tendo sido exibidas oito vezes pelo SBT.

#### Outras mídias
Foi disponibilizada na íntegra na plataforma de streaming Globoplay em 15 de novembro de 2021. Em dezembro de 2021, já era um dos três programas mais vistos do Globoplay.
Após diversas exibições, a novela foi reclassificada pelo Ministério da Justiça de "não recomendado para menores de dez anos" para "não recomendado para menores de doze anos". Para o órgão, a telenovela apresenta tendências de violência, linguagem imprópria e drogas lícitas.

### Em Portugal
Foi exibida em Portugal pela RTP1 entre 25 de outubro de 1999 a 31 de março de 2000.

### Exibição Internacional
A telenovela foi vendida para 120 países e traduzida em mais de 25 idiomas.
| País                                                     | Emissora(s)                      | Início da exibição | Final da exibição | Título                                                                       |
| -------------------------------------------------------- | -------------------------------- | --- | --- | ---------------------------------------------------------------------------- |
| México                                                   | Canal de las Estrellas TLNovelas | 9 de fevereiro de 1998 16 de agosto de 2010 7 de Outubro de 2019 26 de junho de 2023                                                                                 | 14 de julho de 1998 10 de janeiro de 2011 13 de Dezembro de 2019 1 de setembro de 2023                                                                                  | La Usurpadora                                                                |
| Argentina                                                | Canal 9 Magazine                 | 2004 19 de setembro de 2011 | 2004 10 de fevereiro de 2012 | La Usurpadora                                                                |
| Brasil                                                   | SBT                              | 22 de junho de 1999 3 de Julho de 2000 3 de Janeiro de 2005 25 de Junho de 2007 10 de dezembro de 2012 30 de março de 2015 7 de novembro de 2016 17 de março de 2025 | 9 de novembro de 1999 4 de dezembro de 2000 20 de maio de 2005 13 de Novembro de 2007 10 de Maio de 2013 26 de agosto de 2015 16 de janeiro de 2017 25 de julho de 2025 | A Usurpadora                                                                 |
| Brasil                                                   | Viva                             | 27 de junho de 2022 | 15 de novembro de 2022 | A Usurpadora                                                                 |
| Brasil · Angola · Moçambique                             | TLN Network                      | 30 de janeiro de 2012 9 de fevereiro de 2015 | 22 de junho de 2012 30 de junho de 2015 | A Usurpadora                                                                 |
| Colômbia                                                 | Caracol TV RCN                   | 2001 2009 | 2002 2010 | La Usurpadora                                                                |
| Estados Unidos · Porto Rico                              | Univision                        | 1998 | 1999 | La Usurpadora                                                                |
| Chipre                                                   | Sigma TV                         | 2001 | 2002 | Paulina                                                                      |
| Grécia                                                   | Skai TV                          | 1999 | 2000 | Paulina                                                                      |
| Polónia                                                  | TVN                              | 1999 | 1999 | Paulina                                                                      |
| Romênia                                                  | Acasă Antena 1                   | 2005 1999 | 2006 2000 | Uzurpatoarea, Uzurpatoarea... Un An Mai Tarziu Deceptii, Dincolo De Deceptii |
| Lituânia                                                 | BTV                              | 2002 | 2002 | Paulina                                                                      |
| Croácia                                                  | Doma TV                          | 2000 | 2000 | Otimacica                                                                    |
| Hungria                                                  | RTL Klub                         | 24 de junho de 1999 | 13 de dezembro de 1999 | Paula és Paulina                                                             |
| Bulgária                                                 | Evrokom                          | 2003 25 de maio de 2016 | 2003 14 de outubro de 2016 | Узурпаторката                                                                |
| Eslovénia                                                | POP TV                           | 1999 | 1999 | Prevare                                                                      |
| Itália · San Marino                                      | Lady Channel                     | 2000 2012 | 2000 2012 | Il Usurpadora                                                                |
| Turquia                                                  | FOX TV                           | 2001 | 2002 | Sahte Dünyalar                                                               |
| Filipinas                                                | GMA Network                      | 2000 | 2001 | Paulina                                                                      |
| Malásia · Singapura                                      | NTV7                             | 5 de junho de 2001 | 29 de outubro de 2001 | Cinta Paulina                                                                |
| Portugal                                                 | RTP1                             | 25 de outubro de 1999 | 31 de março de 2000 | A Usurpadora                                                                 |
| Canadá                                                   | Global TV                        | 2003 | 2003 | The Usurper                                                                  |
| Sérvia                                                   | RTV Pink                         | 2000 | 2000 | Zlobnica                                                                     |
| Rússia                                                   | TV Tsentr                        | 1999 | 1999 | Узурпаторша                                                                  |
| Israel                                                   | Viva Tv                          | 2003 | 2004 | המתחזה                                                                       |
| Chile                                                    | Mega                             | junho de 1998 outubro de 2000 | dezembro de 1998 março de 2001 | La Usurpadora                                                                |
| Peru                                                     | América Televisión               | 1999 2015 | 1999 2015 | La Usurpadora                                                                |
| Espanha                                                  | TVE1                             | março de 2000 | agosto de 2000 | La Usurpadora                                                                |
| Venezuela                                                | Venevisión                       | janeiro de 1999 | junho de 1999 | La Usurpadora                                                                |
| Macedónia do Norte                                       | Sitel Television                 | 2000 | 2000 | Paulina                                                                      |
| Mónaco · França · Andorra · Luxemburgo · Suíça · Bélgica | TMC                              | novembro de 2000 | maio de 2001 | L'Usurpateur                                                                 |
| Uruguai                                                  | Monte Carlo TV                   | fevereiro de 1999 | julho de 1999 | La Usurpadora                                                                |
| Equador                                                  | Gama TV                          | junho de 1999 | novembro de 1999 | La Usurpadora                                                                |
| Indonésia                                                | MNCTV                            | agosto de 2001 | janeiro de 2002 | Cinta Paulina                                                                |
| Suécia                                                   | TV4                              | abril de 2003 | setembro de 2003 | Paulina                                                                      |
| Paraguai                                                 | Telefuturo                       | maio de 1999 | outubro de 1999 | La Usurpadora                                                                |
| Gana                                                     | TV3 Ghana                        | 2001 | 2001 | The Usurper                                                                  |
| Guiné Equatorial                                         | TVGE                             | 2003 | 2003 | La Usurpadora                                                                |
| China                                                    | CCTV-8                           | 2005 | 2005 | 篡位者                                                                       |
| Bolívia                                                  | Bolivisión                       | janeiro de 2000 | junho de 2000 | La Usurpadora                                                                |
| Bósnia e Herzegovina                                     | Pink BH                          | 2004 | 2004 | Paulina                                                                      |
| Montenegro                                               | Pink M                           | março de 2008 | agosto de 2008 | Paulina                                                                      |
| Panamá                                                   | Telemetro                        | 1999 | 1999 | La Usurpadora.                                                               |
| Angola · Moçambique                                      | Zap Novelas                      | 2011 | 2011 | A Usurpadora                                                                 |
| Eslováquia                                               | TV JOJ                           | 2009 | 2009 | The Usurper                                                                  |
| Albânia                                                  | Vizion Plus                      | 2002 | 2002 | Paulina                                                                      |
| Guatemala                                                | Televisiete                      | julho de 1998 | dezembro de 1998 | La Usurpadora                                                                |
| Costa Rica                                               | Teletica                         | 1999 | 1999 | La Usurpadora                                                                |
| República Dominicana                                     | Telemicro                        | 2000 | 2000 | La Usurpadora                                                                |
| Estónia                                                  | TV3                              | 2004 | 2004 | Paulina                                                                      |
| Nicarágua                                                | Televicentro                     | 1999 | 2000 | La Usurpadora                                                                |
| Azerbaijão                                               | İctimai Television               | 2008 | 2008 | Lotubazlıq                                                                   |
| El Salvador                                              | TCS                              | 2000 | 2000 | La Usurpadora                                                                |
| Letónia                                                  | LNT                              | 2006 | 2006 | Paulina                                                                      |
| Honduras                                                 | TVC                              | 2000 | 2001 | La Usurpadora                                                                |
| Malta                                                    | TVM                              | 2003 | 2003 | Il-Usurper                                                                   |
| Arménia                                                  | Shant TV                         | 2009 | 2009 | բռնատիրող                                                                    |
| Brunei                                                   | RTB3                             | 2011 | 2011 | The Usurper                                                                  |
| Quénia                                                   | Citizen TV                       | 2005 | 2005 | The Usurper                                                                  |
| Nigéria                                                  | AIT                              | 2010 | 2010 | The Usurper                                                                  |
| Vietname                                                 | VTV                              | 2008 | 2008 | những kẻ cướp ngôi                                                           |

## Prêmios e indicações
La usurpadora foi apelidada em espanhol, The queen of the ratings (A rainha dos votos), enquanto transmitida pela Univision, em 2000. Embora a telenovela mexicana tenha recebido votos massivos, ela faturou apenas um prêmio das premiações anuais Prêmio TVyNovelas de 1999, na categoria de "melhor direção de câmeras", além disso, a novela acabou perdendo na categoria principal da premiação, de "melhor telenovela" para sua sucessora, El privilegio de amar.

### Prêmio TV y Novelas de 1999
| Categoria                    | Nomeado(a)                  | Resultado  |
| ---------------------------- | --------------------------- | ---------- |
| Melhor telenovela            | Salvador Mejía              | Nomeado    |
| Melhor atriz protagonista    | Gabriela Spanic             | Nomeada    |
| Melhor ator protagonista     | Fernando Colunga            | Nomeado    |
| Melhor ator antagonista      | Juan Pablo Gamboa           | Nomeado    |
| Melhor atriz co-protagonista | Chantal Andere              | Nomeada    |
| Melhor ator co-protagonista  | Marcelo Buquet              | Nomeado    |
| Melhor atriz principal       | Libertad Lamarque           | Nomeada    |
| Melhor direção de câmeras    | Jesús Nájera Manuel Barajas | Ganhadores |

## Versões
- La usurpadora é um remake de uma telenovela venezuelana La usurpadora, produzida pela RCTV em 1971 e protagonizada por Raúl Amundaray e Marina Baura no papel das gêmeas.
- Esta foi a segunda versão da novela produzida pela Televisa, a primeira foi produzida em 1981 e foi chamada de El hogar que yo robé, produzida por Valentín Pimstein e protagonizada por Angélica María e Juan Ferrara.
- A RCTV realizou em 1986 um remake desta telenovela intitulado La intrusa, protagonizada por Mariela Alcalá e Víctor Cámara.
- Em 2012, a Univisión produziu uma adaptação livre que levou o nome ¿Quién eres tú?, protagonizada por Laura Carmine e Julián Gil.
- Em setembro de 2019, a Televisa exibiu uma nova versão da novela, só que agora em formato de série, protagonizada por Sandra Echeverría.[66][67]